# Du wirst noch an mich denken
Du wirst noch an mich denken (englisch Remember My Name) ist ein amerikanischer Dramathriller mit schwarzem Humor aus dem Jahr 1978, geschrieben und inszeniert von Alan Rudolph. Die Hauptrollen spielen Geraldine Chaplin, Anthony Perkins, Moses Gunn, Jeff Goldblum und Berry Berenson.

## Handlung
Neil Curry lebt ein glückliches Leben mit seiner zweiten Frau Barbara in Kalifornien, nachdem er seine erste Frau Emily in New York verlassen hat. Ihr Leben in häuslicher Glückseligkeit wird unterbrochen, als Emily aus dem Gefängnis entlassen wird, wo sie wegen Mordes an Neils früherer Geliebter eine zwölfjährige Haftstrafe verbüßt hatte. Sie kommt nach Kalifornien, um Chaos anzurichten und Neil zurückzubekommen.

## Produktion
Gedreht wurde der Film an verschiedenen Spielorten in Kalifornien in der Zeit vom 10. November bis zum 2. Dezember 1977.
Rudolph beschrieb den Film als „ein Update der klassischen Frauenmelodramen der Ära von Bette Davis, Barbara Stanwyck und Joan Crawford“.

### Soundtrack
Der Soundtrack des Films bestand aus Liedern, die für den Film geschrieben wurden, und Originalaufnahmen der Singer-Songwriterin Alberta Hunter, einer Veteranin der Nachtclubszene der 1920er und 1930er Jahre und des Broadway, die in den Shuffle-Musicals „Along“ und „Show Boat“ mit der Londoner Besetzung auftrat. Hunter, 82, befand sich mitten in einem musikalischen Aufschwung, als der Film in die Kinos kam, nachdem sie nach dem Tod ihrer Mutter das Showgeschäft für 20 Jahre verlassen hatte, um Krankenschwester zu werden.

## Rezeption

### Auszeichnungen
Geraldine Chaplin erhielt für ihre Leistung zahlreiche Auszeichnungen und gewann den Preis als beste Schauspielerin beim Pariser Filmfestival, und Alan Rudolph wurde beim Chicago International Film Festival für den besten Film nominiert.

### Kritik
Auf der Rezensions-Aggregator-Website Rotten Tomatoes hat der Film eine Zustimmungsrate von 70 %, basierend auf 10 Rezensionen.
Der San Francisco Chronicle gab dem Film 4 von 5 Sternen, lobte Perkins und beschrieb Chaplins Leistung als „außergewöhnlich“ und dass sie „als Emily ein einzigartiges Sprachmuster annimmt. Sie sagt alles, als hätte sie es geprobt und sagt es jetzt.“ „Lass es entkommen.“ „Was sie hofft, wird als vernünftige Erwiderung auf informelle Reden akzeptiert. Emilys Verhalten verliert nur dann seinen verstohlenen, schwer fassbaren Charakter, wenn sie das Gefühl hat, die Kontrolle zu haben, oder wenn sie wütend wird.“ Die Rezension lobt auch, wie Rudolph „seinen Film mit sardonischem Humor schmückt“ und den „komisch-makabren Touch“ der Fernsehnachrichten im Kontext von Katastrophen wie dem Erdbeben, bei dem in Budapest eine Million Menschen ums Leben kamen.
Die Washington Post beschrieb den Film als „neurotischen Film Noir“, der auch eine „packende Geschichte sexueller Frustration“ sei. Der Kritiker war auch von Chaplins Leistung beeindruckt: „Chaplin ist gruselig, sogar gruseliger als Perkins, in dieser komplexen Darstellung einer Frau, die sich schmerzhaft an die Freiheit gewöhnt.“ Jack Kroll von Newsweek lobte Rudolphs Regie: „Er hat ein echtes Gespür für visuelle Paradoxe, die elegante und sogar schöne Art und Weise, wie diese Grausamkeit manchmal funktioniert.“ In der Rezension wurde Perkins als „Spezialist darin gelobt, den ‚netten Kerl‘ zu spielen, dessen Lächeln und Schweiß tief im Inneren etwas nicht so Schönes vermuten lassen.“ Kroll lobte auch Chaplin und sagte, dass ihre Leistung „etwas Neues im modernen Pantheon der Verrückten schafft. Sie ist erschreckend in ihrer Fähigkeit, sowohl schuldig als auch unschuldig, Opfer und Raubtier, katatonisch und von Gefühlen getrieben zu sein, die so tief sind, dass sie böses Blut schaffen.“